# Glenea trivittata
Glenea trivittata är en skalbaggsart som beskrevs av Aurivillius 1911. Glenea trivittata ingår i släktet Glenea och familjen långhorningar.
Artens utbredningsområde är:
- Brunei.
- Sarawak.

Inga underarter finns listade i Catalogue of Life.